# Mona Malm
Pour les articles homonymes, voir Malm.
Mona Malm est une actrice suédoise, de son vrai nom Mona Kristina Ericsson, née le 24 janvier 1935 à Stockholm et morte le 12 janvier 2021 à Stockholm,.

## Biographie
Mona Malm (pseudonyme) débute enfant au cinéma, à l'occasion d'un film sorti en 1945, et en tourne cinq autres jusqu'à l'adolescence (1949). Puis, de 1954 à 1957, elle étudie l'art dramatique à l'école (Dramatens elevskola en suédois) du Théâtre dramatique royal (Kungliga Dramatiska Teatern en suédois, abrégé Dramaten) de Stockholm. De 1955 à 2002, elle contribue au Dramaten à plus de soixante-dix pièces. Mentionnons Dom Juan ou le Festin de pierre de Molière, mis en scène par Alf Sjöberg (1958, avec Anita Björk et Jarl Kulle), Comme il vous plaira de William Shakespeare (1964, avec Bibi Andersson, Anita Björk, Allan Edwall et Erland Josephson), Les Troyennes d'Euripide (adaptation de Jean-Paul Sartre, 1971, avec Gunnel Lindblom), ou encore Mort d'un commis voyageur d'Arthur Miller (1992, avec Jarl Kulle).
Elle revient au cinéma en 1954, apparaissant dès lors dans quarante-deux films (majoritairement suédois) jusqu'en 2006, le dernier à ce jour étant After the Wedding, coproduction suédo-danoise de Susanne Bier (avec Mads Mikkelsen et Sidse Babett Knudsen). Citons également Les Meilleures Intentions de Bille August (1992, avec Pernilla August et Max von Sydow).
Fait particulier, au théâtre comme au cinéma, elle retrouve à plusieurs reprises le metteur en scène et réalisateur Ingmar Bergman, entre autres lors des films Toutes ses femmes (1964, avec Jarl Kulle, Eva Dahlbeck, Bibi et Harriet Andersson, Allan Edwall) et Fanny et Alexandre (1982, avec Ewa Fröling, Allan Edwall, Jarl Kulle, Gunn Wållgren et Erland Josephson).
À la télévision, entre 1959 et 2011, Mona Malm collabore à trente-deux téléfilms (dont un d'Ingmar Bergman en 1960), cinq feuilletons et sept séries.

## Théâtre (au Dramaten)
(sélection)
- 1955 : Das Konzert (Konserten) d'Hermann Bahr
- 1955 : Trämålning d'Ingmar Bergman, avec Bibi Andersson
- 1955 : Advent d'August Strindberg
- 1956 : Ornifle ou le Courant d'air (Ornifle) de Jean Anouilh, mise en scène de Mimi Pollak
- 1956 : Les Trois Mousquetaires (De tre musketörerna), adaptation du roman éponyme d'Alexandre Dumas, avec Bibi Andersson
- 1957 : Altitude 3200 (Ungdom i fjällen) de Julien Luchaire, mise en scène de Mimi Pollak
- 1957 : Le Fantôme de Canterville (Spöket på Canterville - titre original : The Canterville Ghost), adaptation de la nouvelle éponyme d'Oscar Wilde
- 1958 : Dom Juan ou le Festin de pierre (Don Juan eller Stengästen) de Molière, mise en scène d'Alf Sjöberg, avec Anita Björk, Jarl Kulle
- 1958 : Électre (Elektra - titre original : Ἠλέκτρα / Êléktra) de Sophocle, avec Renée Björling
- 1964 : Le Balcon (Balkongen) de Jean Genet, avec Bibi Andersson, Eva Dahlbeck, Erland Josephson
- 1964 : Tre knivar från Wei d'Harry Martinson, mise en scène d'Ingmar Bergman, avec Renée Björling, Inga Tidblad
- 1964 : Comme il vous plaira (Som ni behagar - titre original : As you Like it) de William Shakespeare, avec Bibi Andersson, Anita Björk, Allan Edwall, Erland Josephson
- 1964 : La Célestine (Celestina - titre original : La Celestina, o Tragicomedia de Calixto y Melibea) de Fernando de Rojas, mise en scène de Mimi Pollak, avec Erland Josephson
- 1965 : Blues for Mr. Charlie (titre suédois et original) de James Baldwin, mise en scène d'Ulf Palme
- 1965 : Un chapeau de paille d'Italie (Den italienska halmhatten) d'Eugène Labiche, avec Anita Björk
- 1965 : A Scent of Flowers (En doft av blommer) de James Saunders, mise en scène d'Ulf Palme
- 1966 : Pinocchio, adaptation des écrits de Carlo Collodi
- 1966 : Anatol (titre suédois et original) d'Arthur Schnitzler, mise en scène de Mimi Pollak, avec Bibi Andersson
- 1966 : Å vilken härlig fred d'Hans Alfredson et Tage Danielsson (alias Hasse et Tage), mise en scène d'Hans Alfredson
- 1967 : La Cerisaie (Körsbärsträdgården - titre original : Вишнёвый сад) d'Anton Tchekhov, avec Anita Björk
- 1968 : La Villégiature (Sommarnöjet - titre original : La villeggiatura) de Carlo Goldoni
- 1969 : Don Carlos (titre original : Don Karlos, Infant von Spanien) de Friedrich von Schiller, avec Renée Björling
- 1970 : What the Butler Saw (Vad betjänten såg) de Joe Orton, avec Anita Björk
- 1971 : Les Troyennes (Trojanskorna - titre original : Τρῳάδες / Trōiádes) d'Euripide, adaptation de Jean-Paul Sartre, avec Renée Björling, Gunnel Lindblom
- 1972 : Hölderlin (titre suédois et original) de Peter Weiss, avec Anita Björk, Erland Josephson
- 1973 : La Double Inconstance (Den dubbla trolösheten) de Marivaux, mise en scène d'Erland Josephson
- 1973 : Sganarelle ou le Cocu imaginaire (Sganarelle) de Molière
- 1974 : La Maison de Bernarda Alba (Bernardas hus - titre original : La casa de Bernarda Alba) de Federico Garcia Lorca
- 1974 : Un ennemi du peuple (titre suédois et original : En folkfiende) d'Henrik Ibsen
- 1976 : Une lune pour les déshérités (Måne för olycksfödda - titre original : A Moon for the Misbegotten) d'Eugene O'Neill
- 1980 : L'Alchimiste (Alkemisten - titre original : The Alchemist) de Ben Jonson, avec Lena Olin
- 1984 : Les Enfants du soleil (Solens bar - titre original : Дети солнца) de Maxime Gorki, avec Anita Björk
- 1985 : Love Letters on Blue Paper (Kärleksbrev på blått papper) d'Arnold Wesker
- 1986 : Médée (Medea - titre original : Μήδεια / Mếdeia) d'Euripide
- 1986 : Markurells i Wadköping de Hjalmar Bergman, avec Bibi Andersson, Jarl Kulle
- 1987 : Le Malade imaginaire (Den inbillabe sjuke) de Molière
- 1989 : Der Theatermacher (Teatermakaren) de Thomas Bernhardt
- 1989 : Kalas i Lönneberga d'Astrid Lindgren
- 1990 : Swedenhielms de Hjalmar Bergman, avec Max von Sydow
- 1991 : Tartuffe ou l'Imposteur (Tartuffe) de Molière, avec Jarl Kulle
- 1992 : Mort d'un commis voyageur (En handelsresandes död - titre original : Death of a Salesman) d'Arthur Miller, avec Jarl Kulle
- 1993 : Noces de sang (Blodsbröllop - titre original : Bodas de sangre) de Federico Garcia Lorca
- 2002 : En natt i den svenska sommaren d'Erland Josephson, avec Michael Nyqvist

## Filmographie partielle

### Au cinéma

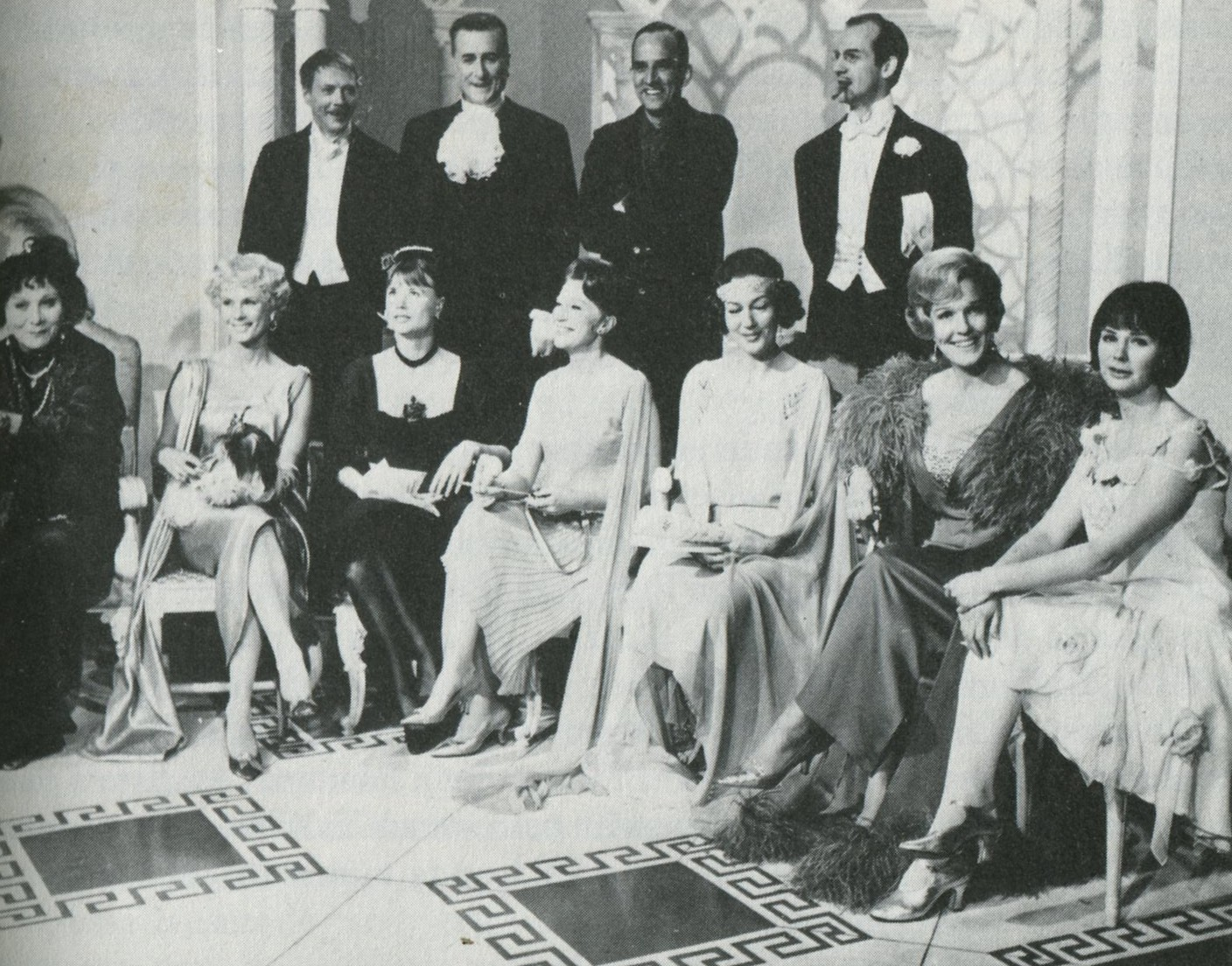
Toutes ses femmes (1964, photo de tournage), avec de g. à d. : Allan Edwall, Georg Funkquist, Ingmar Bergman, Jarl Kulle (en haut), Karin Kavli, Bibi Andersson, Harriet Andersson, Gertrud Fridh, Barbro Hiort af Ornäs, Eva Dahlbeck et Mona Malm (en bas)

(films suédois, sauf mention complémentaire)
- 1947 : Det kom en gäst d'Arne Mattsson
- 1949 : Kärleken segrar de Gustaf Molander
- 1949 : Bara en mor d'Alf Sjöberg
- 1955 : La Jeune Fille sous la pluie (Flickan i regnet) d'Alf Kjellin
- 1955 : Sourires d'une nuit d'été (Sommarnattens leende) d'Ingmar Bergman
- 1956 : Le Dernier Couple qui court (Sista paret ut) d'Alf Sjöberg
- 1957 : Le Septième Sceau (Det sjunde inseglet) d'Ingmar Bergman
- 1957 : Värmlänningarna de Göran Gentele
- 1959 : Ryttare i blått d'Arne Mattsson
- 1962 : Syska (Siska - En kvinnobild) d'Alf Kjellin
- 1964 : Toutes ses femmes (För att inte tala om alla dessa kvinnor) d'Ingmar Bergman
- 1965 : Nattmara d'Arne Mattsson
- 1966 : Heja Roland! de Bo Widerberg
- 1967 : Roseanna de Hans Abramson
- 1982 : Fanny et Alexandre (Fanny och Alexander) d'Ingmar Bergman
- 1987 : Nuits d'été (Sommarkvällar på jorden) de Gunnel Lindblom
- 1992 : Les Meilleures Intentions (Den Goda viljan) de Bille August
- 1996 : Jérusalem de Bille August
- 2006 : After the Wedding (Efter Brylluppet) de Susanne Bier (film suédo-danois)

### À la télévision
(téléfilms)
- 1960 : Oväder d'Ingmar Bergman
- 1960 : Ett glas vatten de Gustaf Molander
- 2001 : Les Enquêtes du commissaire Winter (Kommissarie Winter) - (saison 1) : Siv Winter
- 2009 : Le Tailleur de pierre (Stenhuggaren) d'Emiliano Goessens